# يو إف سي 223
يو إف سي 223: حبيب ضد آل ياكوينتا (بالإنجليزية: UFC 223: Khabib vs. Iaquinta)‏ كان حدثًا لفنون القتال المختلطة نظمته يو إف سي، وأُقيم في 7 أبريل 2018 في باركليز سنتر، بروكلين، نيويورك، الولايات المتحدة.

## الجوائز الإضافية
حصل المقاتلون التالية أسماؤهم على مكافآت قيمتها 50،000 دولار:
- قتال الليلة: زابيت ماغوميد شاريبوف ضد كايل بوشنياك
- أداء الليلة: كريس جروتزيماخر وأوليفييه أوبين ميرسير